# Zsivics Mátyás
Zsivics Mátyás (Matthiae Zsivics) (Tovarnik, Szerém vármegye, 1751. július 9. – Pécs, 1814. december 7. vagy december 8.), kanonok.

## Élete
Teológiából doktorált Pécsett, majd ezután előbb Zágrábban, később Pesten volt teológiai tanár. Klimó György és Koller József szellemi hatása nyomán lett Pietro Gazzaniga követője, De dogmatibus orthodoxae religionis című művét az ellenreformáció jegyében írta. 1808-ban pécsi kanonok lett, háza a mai Janus Pannonius u. 8 szám alatt állt. 1814. december 7-éről 8-ára virradó éjjelen rablógyilkosság áldozata lett: a szobájában agyonverték. Utóda Juranics Antal lett.

## Munkái
1. Dissertatio inauguralis theologica de existentia revelationis divinae. Nagyszombat, 1775.
2. Methodus brevis et facilis contra deistas. (Lesley után ford.) Pécs, 1777.
3. De dogmatibus orthodoxae religionis liber I-X. Pest, 1789-94. (2. k. 1803-5.)
4. Sermones in solemnitatibus Domini et sanctorum. Pest, 1799.